# 이현경 (연출가)
이현경은 대한민국의 텔레비전 드라마 연출감독이다.

## 드라마
- 2023년 KBS2 단막극 《KBS 드라마 스페셜 2023 - 고백공격》 ... 연출
- 2024년 KBS2 월화 미니시리즈 《멱살 한번 잡힙시다》 ... 공동연출
- 2024년 ~ 2025년 KBS2 저녁 일일연속극 《신데렐라 게임》 ... 연출